# Božena Kriegerová
Božena Kriegerová (14. května 1888 Písek – ?) byla česká letkyně, průkopnice zastoupení žen v českém letectví. Jako první Češka v historii absolvovala let motorovým letadlem, k němuž došlo 17. října 1910 s rakouským aviatikem a pilotem Josefem Sablatnigem z plochy na Proseku u Prahy.

## Život

### Mládí
Narodila se 14. května 1888 v jihočeském Písku, v domě čp. 54 ve vnitřním městě (nyní Chelčického 9), v rodině krejčího Karla Kriegera a jeho manželky Anny, rozené Peškové. Pokřtěna byla 19. května 1888 v píseckém farním kostele Narození Panny Marie jménem Božena Johana.

### Motorový let

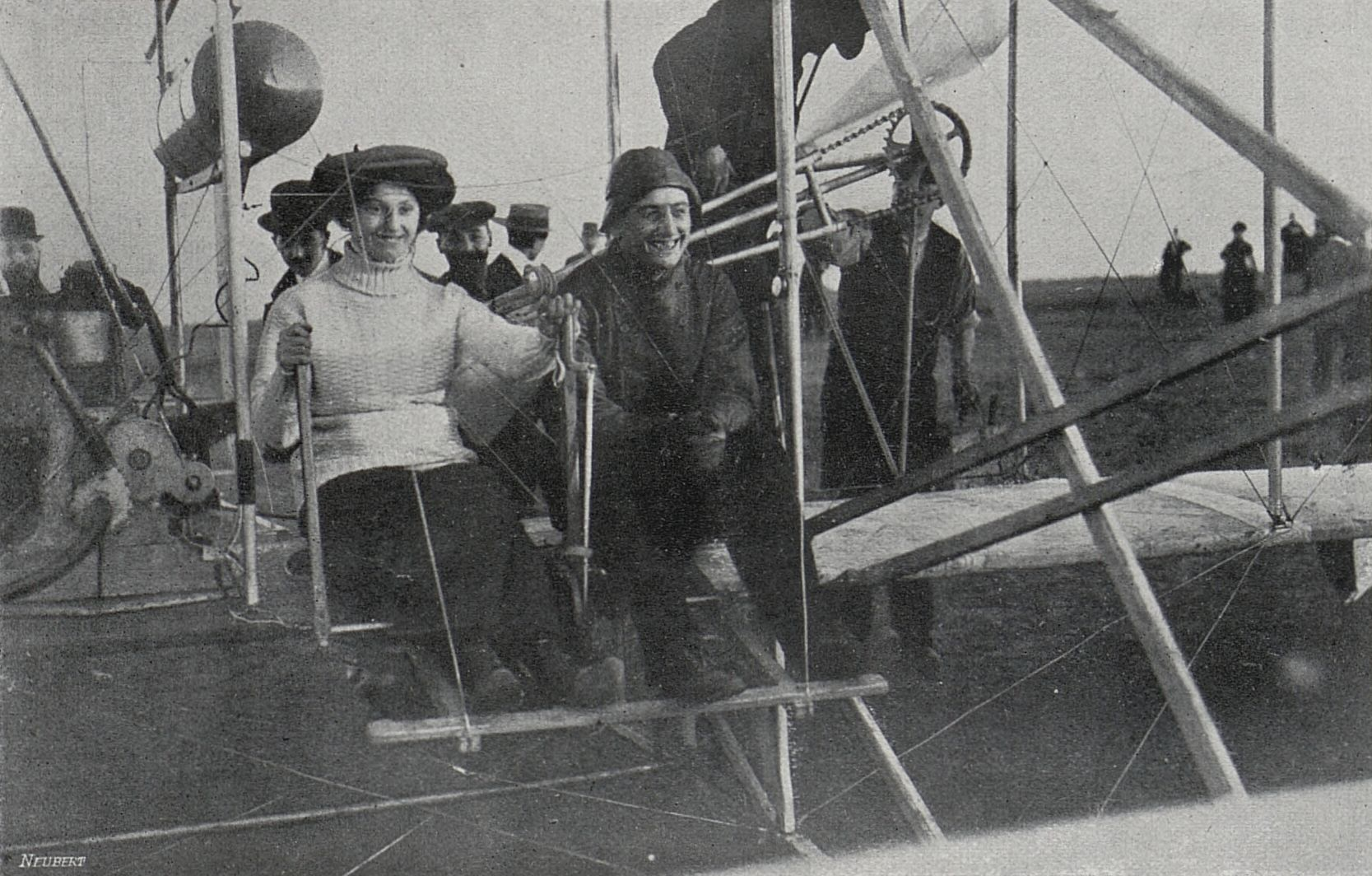
Kriegerová a Sablatnig v letadle Wright

Na neděli 16. října 1910 byla svolána exhibiční přehlídka motorových letounů na travnaté ploše na Proseku u Prahy (za Kneiflovou cihelnou, která se nacházela za proseckým kostelem v prostoru ulic Na Proseku a Litoměřické). Zúčastnit se ho měl německý letec a architekt Oswald Kante, jehož stroj se ale při přepravě železnicí ztratil, a dále Rakušan Josef Sablatnig se svým dvouplošným strojem Wright. Události byl přítomen rakouský arcivévoda Karel František Josef, pozdější rakouský císař Karel I. a český místodržitel Karl Maria Coudenhove.

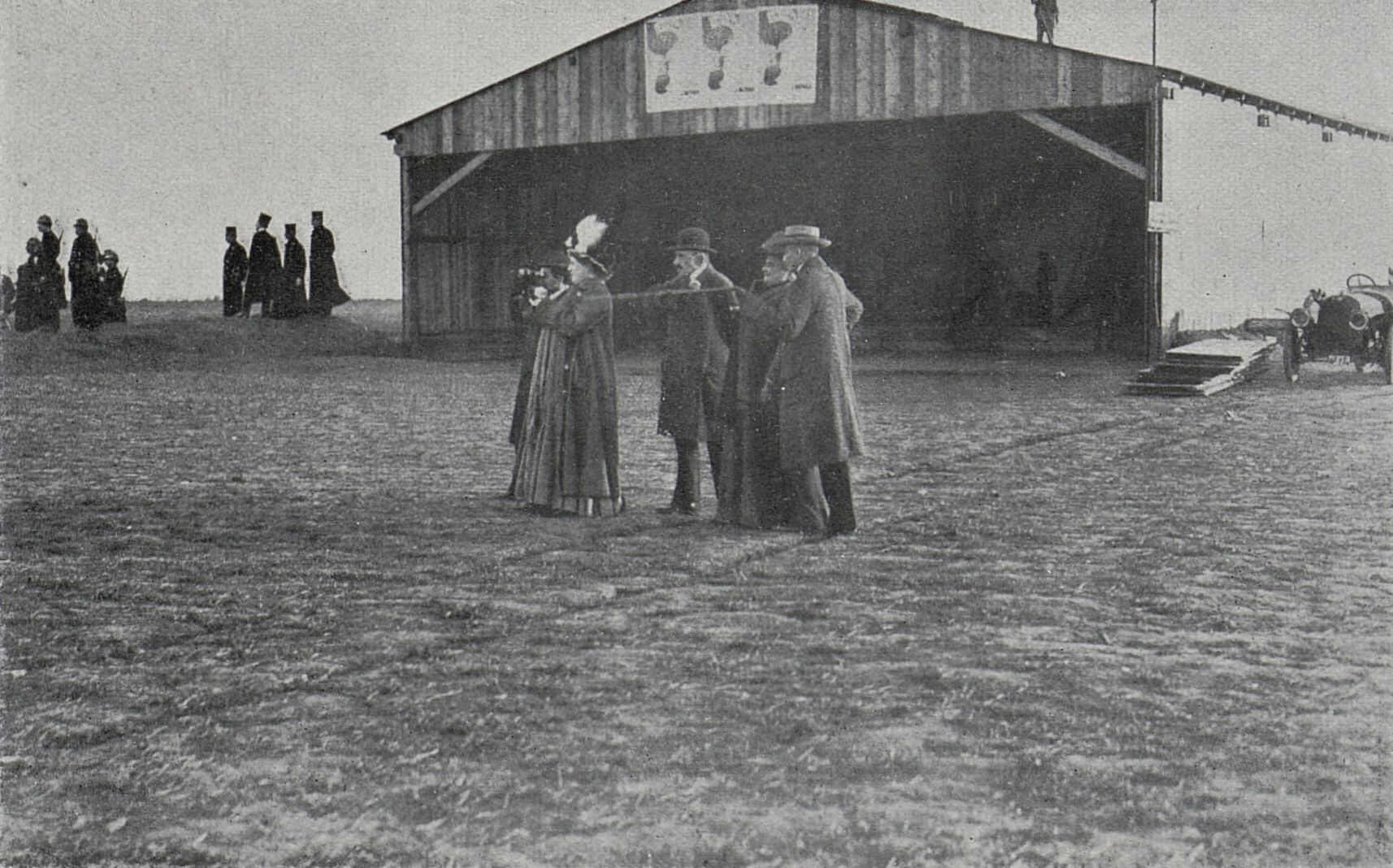
Ema Destinnová pořizuje fotografii letecké posádky

Poté, co Sablatnig absolvoval první zkušební let, byl druhý let předem ohlášen jako Vzlet s dámou z obecenstva. Jako pasažérka byla nakonec vybrána slečna Božena Kriegerová, která se dopředu písemně přihlásila a přicestovala za tím účelem z Písku. Konkurentkou jí byla Božena Laglerová. K letu byla Kriegerová vybavena příslušným leteckým úborem. Usedla do otevřeného kokpitu letounu blíže k motoru, vpravo od pilota a stala se cílem přítomných fotografů, včetně operní pěvkyně Emy Destinnové. Sablatnig poté se strojem provedl let v mírné výšce nad Kbely a zpět, který trval 2 minuty a 6 sekund, a následně bezpečně přistál. Událost zachytil redaktor časopisu Čas, snímky z toho dne otiskl fotografický magazínu Český svět.
Kriegerová se svým letem stala první Češkou absolvující let v motorovém letounu. Nedlouho poté se další českou letkyní stala také Božena Laglerová, která posléze stala první českou pilotkou.